# Gruszków Wierch
Gruszków Wierch (1030 m) – wzniesienie na Pogórzu Gubałowskim (w Paśmie Gubałowskim). Znajduje się w bocznym, północno-wschodnim grzbiecie Palenicy Kościeliskiej. Wznosi się nad miejscowościami Dzianisz, Ciche i Nowe Bystre. Nazwa szczytu pochodzi od należącego do Dzianisza osiedla Gruszki. Zachodnie stoki Gruszkowego Wierchu opadają do Dzianiskiego Potoku, we wschodnie wcinają się dolinki dwóch potoków: Łackiego i Kulowiańskiego (obydwa są dopływami Bystrego.
Gruszków Wierch to kopulaste wzniesienie o łagodnych zboczach, całkowicie bezleśne, zajęte przez łąki. Z Gubałówki prowadzi na niego polna droga, nadająca się do turystyki rowerowej  i pieszej.

Poniżej szczytu Gruszków Wierch, na wysokości 1020 m, znajduje się jedno z nielicznych w Polsce naturalnych stanowisk rzadkiej i chronionej prawnie rośliny – lilii bulwkowatej.
27 października 2013 roku przy drodze wiodącej grzbietem Gruszków Wierchu na Dudkówkę w Nowym Bystrem poświęcono krzyż i tablicę upamiętniającą dwóch mieszkańców tej miejscowości (Jan Pitoń i Stanisław Skubisz) rozstrzelanych przez Niemców 23 października 1943 r. za udział w oddziale partyzanckim „Szarota”.

## Szlaki turystyczne
pieszy i rowerowy: Gubałówka – Pałkówka – Słodyczki – Gruszków Wierch – Trzy Kopce – Tominów Wierch – Ostrysz – Chochołów